# Campeonato Mundial de Atletismo de 2005 - Salto em altura feminino
O salto em altura feminino no Campeonato Mundial de Atletismo de 2005 foi realizada no Estádio Olímpico, em Helsinque, na Finlândia, entre os dias 6 a 8 de agosto de 2005.

## Recordes
Antes desta competição, os recordes mundiais e do campeonato nesta prova eram os seguintes:
| Tipo                  | Atleta             | Altura | Local | Data                 |
| --------------------- | ------------------ | ------ | ----- | -------------------- |
|                       | Stefka Kostadinova | 2,09   | Roma  | 30 de agosto de 1987 |
| Recorde do campeonato | Stefka Kostadinova | 2,09   | Roma  | 30 de agosto de 1987 |

## Medalhistas
| Ouro                  | Prata                | Bronze           |
| Kajsa Bergqvist (SWE) | Chaunte Howard (USA) | Emma Green (SWE) |

## Calendário
Todos os horários estão no horário local (UTC+2)
| Data        | Horário | Fase         |
| ----------- | ------- | ------------ |
| 6 de agosto | 18:55   | Qualificação |
| 8 de agosto | 19:10   | Final        |

## Resultados

### Qualificação
Qualificação: 1.93 m (Q) ou as 12 melhores performances (q).
| Pos. | Grupo | Atleta             | Nacionalidade        | 1.80 | 1.84 | 1.88 | 1.91 | 1.93 | Marca | Notas                |
| ---- | ----- | ------------------ | -------------------- | ---- | ---- | ---- | ---- | ---- | ----- | -------------------- |
| 1    | B     | Vita Palamar       | Ucrânia              | –    | o    | o    | o    | o    | 1.93  | Q                    |
| 1    | B     | Tia Hellebaut      | Bélgica              | o    | o    | o    | xo   | o    | 1.93  | Q,                   |
| 3    | A     | Anna Chicherova    | Rússia               | o    | o    | o    | xxo  | o    | 1.93  | Q                    |
| 4    | A     | Chaunte Howard     | Estados Unidos       | o    | xo   | xo   | xo   | xo   | 1.93  | Q                    |
| 4    | A     | Iryna Mykhalchenko | Ucrânia              | o    | xo   | xo   | xxo  | xo   | 1.93  | Q                    |
| 6    | A     | Emma Green         | Suécia               | –    | o    | o    | o    | –    | 1.91  | q                    |
| 6    | A     | Iva Straková       | Chéquia              | o    | o    | o    | o    | xxx  | 1.91  | q                    |
| 6    | A     | Viktoriya Styopina | Ucrânia              | o    | o    | o    | o    | xxx  | 1.91  | q                    |
| 6    | B     | Dóra Győrffy       | Hungria              | o    | o    | o    | o    | –    | 1.91  | q                    |
| 6    | B     | Kajsa Bergqvist    | Suécia               | –    | o    | o    | o    | –    | 1.91  | q                    |
| 11   | B     | Venelina Veneva    | Bulgária             | o    | o    | o    | xo   | xxx  | 1.91  | q                    |
| 11   | B     | Amy Acuff          | Estados Unidos       | o    | xo   | o    | xo   | xxx  | 1.91  | q                    |
| 13   | B     | Oana Pantelimon    | Roménia              | o    | o    | o    | xxo  | xxx  | 1.91  |                      |
| 14   | A     | Corinne Müller     | Suíça                | o    | o    | xo   | xxo  | xxx  | 1.91  |                      |
| 15   | A     | Melanie Skotnik    | França               | o    | o    | o    | xxx  |      | 1.88  |                      |
| 15   | A     | Marta Mendía       | Espanha              | o    | o    | o    | xxx  |      | 1.88  |                      |
| 17   | B     | Erin Aldrich       | Estados Unidos       | o    | xo   | o    | xxx  |      | 1.88  |                      |
| 18   | B     | Tatyana Kivimyagi  | Rússia               | o    | o    | xo   | xxx  |      | 1.88  |                      |
| 19   | B     | Ruth Beitia        | Espanha              | o    | o    | xxo  | xxx  |      | 1.88  |                      |
| 19   | B     | Blanka Vlašić      | Croácia              | o    | o    | xxo  | xxx  |      | 1.88  |                      |
| 21   | A     | Inna Gliznutsa     | Moldávia             | o    | o    | xxx  |      |      | 1.84  |                      |
| 22   | B     | Levern Spencer     | Santa Lúcia          | xo   | o    | xxx  |      |      | 1.84  |                      |
| 23   | A     | Caterine Ibargüen  | Colômbia             | o    | xo   | xxx  |      |      | 1.84  |                      |
| 23   | B     | Romary Rifka       | México               | o    | xo   | xxx  |      |      | 1.84  | Recorde da temporada |
| 25   | B     | Zheng Xingjuan     | China                | xo   | xo   | xxx  |      |      | 1.84  |                      |
| 26   | A     | Monica Iagăr       | Roménia              | o    | xxo  | xxx  |      |      | 1.84  |                      |
| 27   | A     | Hanna Mikkonen     | Finlândia            | o    | xxx  |      |      |      | 1.80  |                      |
| 28   | B     | Juana Arrendel     | República Dominicana | o    | xxx  |      |      |      | 1.80  |                      |
| 29   | A     | Tatiana Efimenko   | Quirguistão          | x    |      |      |      |      | NM    |                      |
| 30   | A     | Yelena Slesarenko  | Rússia               |      |      |      |      |      | DNS   |                      |

### Final
A final ocorreu dia 8 de agosto às 19:10.
| Pos.              | Atleta                  | Nacionalidade  | 1.80 | 1.85 | 1.89 | 1.93 | 1.96 | 1.98 | 2.00 | 2.02 | 2.10 | Marca | Notas                |
| ----------------- | ----------------------- | -------------- | ---- | ---- | ---- | ---- | ---- | ---- | ---- | ---- | ---- | ----- | -------------------- |
| Medalha de ouro   | Kajsa Bergqvist         | Suécia         | —    | o    | o    | o    | o    | o    | xo   | o    | xxx  | 2.02  | Melhor marca do ano  |
| Medalha de prata  | Chaunte Howard          | Estados Unidos | o    | o    | o    | o    | xo   | xo   | xxo  | xxx  |      | 2.00  | =                    |
| Medalha de bronze | Emma Green              | Suécia         | o    | o    | o    | xo   | xo   | xxx  |      |      |      | 1.96  | Recorde pessoal      |
| 4                 | Anna Chicherova         | Rússia         | o    | o    | o    | o    | xxo  | xxx  |      |      |      | 1.96  |                      |
| 5                 | Vita Palamar            | Ucrânia        | —    | o    | o    | o    | xxx  |      |      |      |      | 1.93  |                      |
| 6                 | Tia Hellebaut           | Bélgica        | o    | o    | xxo  | o    | xxx  |      |      |      |      | 1.93  | Recorde da temporada |
| 7                 | Vita Styopina           | Ucrânia        | o    | o    | o    | xxo  | xxx  |      |      |      |      | 1.93  | Recorde da temporada |
| 8                 | Amy Acuff               | Estados Unidos | o    | xo   | o    | xxx  |      |      |      |      |      | 1.89  |                      |
| 9                 | Dóra Győrffy            | Hungria        | o    | o    | xxo  | xxx  |      |      |      |      |      | 1.89  |                      |
| 10                | Venelina Veneva-Mateeva | Bulgária       | o    | o    | xxx  |      |      |      |      |      |      | 1.85  |                      |
| 11                | Iva Strakova            | Chéquia        | xo   | o    | xxx  |      |      |      |      |      |      | 1.85  |                      |
| 12                | Iryna Mykhalchenko      | Ucrânia        | o    | xo   | xxx  |      |      |      |      |      |      | 1.85  |                      |

Legenda
| Recorde mundial       | Recorde mundial (World record)               |                       | Recorde africano                      | Recorde africano (African) |                                           | Q | Classificado por posição (Qualified) |
| Recorde do campeonato | Recorde do campeonato (Championship record)  | Recorde da América    | Recorde da América (Americas)         | q                          | Classificado por melhor tempo (Qualified) |   |                                      |
| Melhor marca do ano   | Melhor marca do ano (World leading)          | Recorde asiático      | Recorde asiático (Asian)              | DNS                        | Não largou (Did not start)                |   |                                      |
| Recorde nacional      | Recorde nacional (National record)           | Recorde europeu       | Recorde europeu (European)            | DNF                        | Não terminou (Did not finish)             |   |                                      |
| Recorde pessoal       | Recorde pessoal do atleta (Personal best)    | Recorde da Oceania    | Recorde da Oceania (Oceania)          | DSQ / DQ                   | Desclassificado (Disqualified)            |   |                                      |
| Recorde da temporada  | Recorde da temporada do atleta (Season best) | Recorde sul-americano | Recorde sul-americano (South America) | NM                         | Sem marca (No mark)                       |   |                                      |